# Циля-Молдован, Фелича
Фелича Циля-Молдован (рум. Felicia Țilea-Moldovan; 29 сентября 1967, Măgura Ilvei, Бистрица-Нэсэуд — 3 марта 2025, Понтеведра, Галисия) — румынская легкоатлетка, специалистка по метанию копья. Выступала на профессиональном уровне в 1990—2022 годах, обладательница серебряной медали Игр доброй воли, серебряный призёр чемпионата мира, бронзовый призёр чемпионата Европы, победительница Всемирной Универсиады, многократная чемпионка Румынии, участница четырёх летних Олимпийских игр.

## Биография
Фелича Циля родилась 29 сентября 1967 года в коммуне Мэгура-Илвеи, жудец Бистрица-Нэсэуд, Румыния. Начала заниматься лёгкой атлетикой в возрасте 12 лет, проходила подготовку Бухаресте в столичном клубе «Стяуа». Позднее также выступала за клубы «Динамо», «Рапид» и «Залэу».
Впервые заявила о себе на международном уровне в сезоне 1990 года, когда вошла в состав румынской сборной и выступила на чемпионате Европы в Сплите, где в зачёте метания копья с результатом 58,80 стала девятой. Тем не менее, её уличили в нарушении антидопинговых правил, аннулировали данный результат и отстранили от участия в соревнованиях на 2 года.
По окончании срока дисквалификации Циля возобновила спортивную карьеру. Так, в 1993 году она выиграла Кубок Европы в Риме, метала копьё на чемпионате мира в Штутгарте, показав в финале восьмой результат.
В 1994 году стала третьей на Кубке Европы в Бирмингеме, получила серебро на Играх доброй воли в Санкт-Петербурге, взяла бронзу на чемпионате Европы в Хельсинки.
В 1995 году завоевала серебряную награду на чемпионате мира в Гётеборге, уступив в финале только белоруске Наталье Шиколенко. Будучи студенткой, представляла Румынию на Всемирной Универсиаде в Фукуоке, где превзошла всех соперниц в своей дисциплине.
В июне 1996 года одержала победу в Первой лиге Кубка Европы в Бергене, установив при этом личный рекорд с копьём старого образца — 69,26 метра. Благодаря череде успешных выступлений удостоилась права защищать честь страны на летних Олимпийских играх в Атланте — в финале метнула копьё на 59,94 метра, закрыв десятку сильнейших.
В 1997 году была второй на Кубке Европы в Мюнхене, пятой на чемпионате мира в Афинах.
На чемпионате Европы 1998 года в Будапеште заняла 10-е место.
В 1999 году показала 11-й результат на чемпионате мира в Севилье.
Принимала участие в Олимпийских играх 2000 года в Сиднее — в ходе предварительного квалификационного этапа метнула копьё на 58,75 метра, чего оказалось недостаточно для выхода в финал.
В 2001 году выиграла бронзовую медаль на Франкофонских играх в Оттаве, выступила на чемпионате мира в Эдмонтоне.
В 2002 году была второй на Кубке Европы в Анси и девятой на чемпионате Европы в Мюнхене. На Мировом классе в Цюрихе стала серебряной призёркой, установив при этом свой личный рекорд с копьём нового образца — 63,89 метра.
В 2004 году заняла 11-е место на Олимпийских играх в Афинах, шестое место на Всемирном легкоатлетическом финале в Монако.
В 2005 году стала пятой на Кубке Европы во Флоренции, отметилась выступлением на чемпионате мира в Хельсинки.
В 2006 году заняла второе место на Кубке Европы в Малаге, участвовала в чемпионате Европы в Гётеборге, показала восьмой результат на Всемирном легкоатлетическом финале в Штутгарте.
На чемпионате мира 2007 года в Осаке заняла в финале 11-е место.
На Олимпийских играх 2008 года в Пекине в финале метания копья показала результат 53,04 метра, расположившись в итоговом протоколе соревнований на 11-й строке.
В 2010 году отметилась выступлением на чемпионате Европы в Барселоне, но в финал не вышла.
Впоследствии ещё в течение многих лет регулярно выступала на различных коммерческих и клубных турнирах, проходивших преимущественно на территории Испании, становилась рекордсменкой мира среди ветеранов. Завершила спортивную карьеру по окончании сезона 2022 года.
Скончалась 3 марта 2025 года в Испании в возрасте 57 лет.